# Áo dài

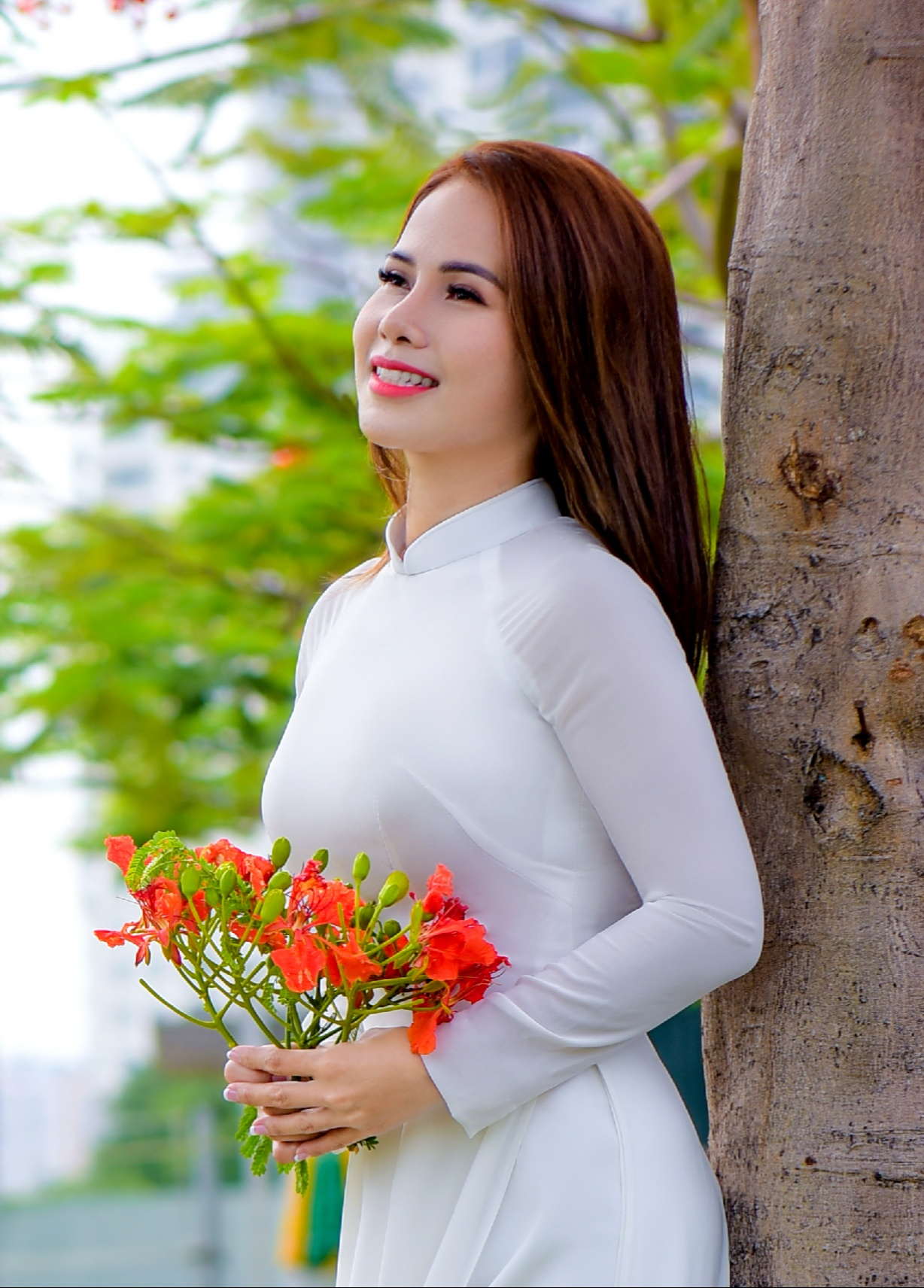
Một cô gái ở thành phố Hồ Chí Minh mặc áo dài trắng và cầm hoa phượng đỏ. Ảnh chụp vào tháng 5 năm 2021.

Áo dài là trang phục truyền thống của Việt Nam được mặc bởi nam và nữ, là kiểu áo tay chẽn được cách tân theo hướng Tây hóa từ Áo ngũ thân. Chúa Nguyễn Phúc Khoát là người được xem là có công sáng chế chiếc áo ngũ thân - tiền thân của áo dài. Họa sĩ Le Mur Nguyễn Cát Tường là người có công định hình áo dài như ngày nay.
Đặc điểm của trang phục này là dáng áo bó, hai tà thẳng trước sau và hai bên. Các nhà thiết kế không áp dụng hoa văn truyền thống, phụ kiện trang sức truyền thống lên áo dài.
Áo dài giống với shalwar kameez, kurta của các quốc gia theo văn hóa Ấn-Hồi như Ấn Độ, Pakistan vì đều là dạng trang phục gồm áo tay chẽn mặc bên ngoài quần dài.

## Cấu tạo áo dài

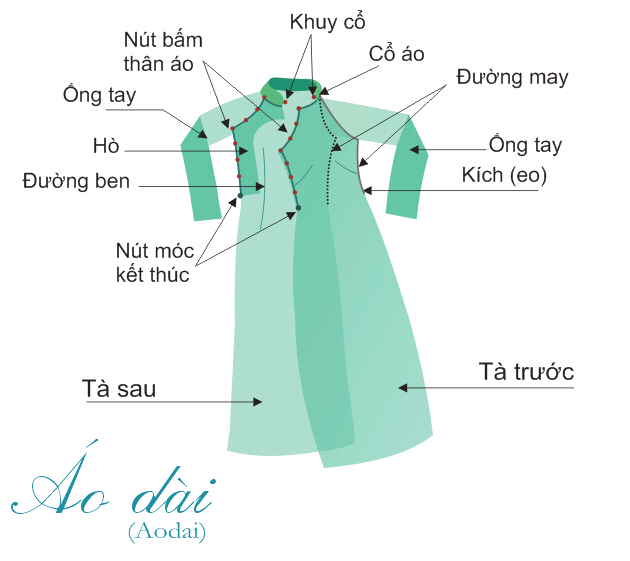
Sơ đồ các bộ phận của áo dài

- Cổ áo cổ điển cao khoảng 4 đến 5 cm. Ngày nay, kiểu cổ áo dài được biến tấu khá đa dạng như kiểu cổ trái tim, cổ tròn, cổ chữ U, trên cổ áo thường được đính ngọc.
- Thân áo được tính từ cổ xuống phần eo. Cúc áo dài thường từ cổ chéo sang vai rồi kéo xuống ngang hông. Từ eo, thân áo dài được xẻ làm hai tà, vị trí xẻ tà ở hai bên hông.
- Áo dài có hai tà: tà trước và tà sau. Ngày xưa tà trước bằng tà sau nhưng ngày nay đã có nhiều loại áo tà trước ngắn hơn tà sau. Trên tà áo trước thường được thêu những hoa văn hay những bài thơ.
- Tay áo được tính từ vai, may ôm sát cánh tay, có kiểu tay lỡ hoặc dài đến qua khỏi cổ tay.
- Chiếc áo dài được mặc với quần thay cho chiếc váy ngày xưa. Quần áo dài được may chấm gót chân, ống quần rộng. Áo dài khi xưa may bằng vải cứng cáp, nay thường được may với vải mềm, rũ. Màu sắc thông dụng nhất là màu trắng. Nhưng xu thế thời trang hiện nay thì chiếc quần áo dài có màu đi tông với màu của áo. Nhưng ngày nay còn được cách tân phối cùng chiếc chân váy dài tạo vẻ dịu dàng, thanh lịch.

## Lịch sử

### Thế kỷ 18

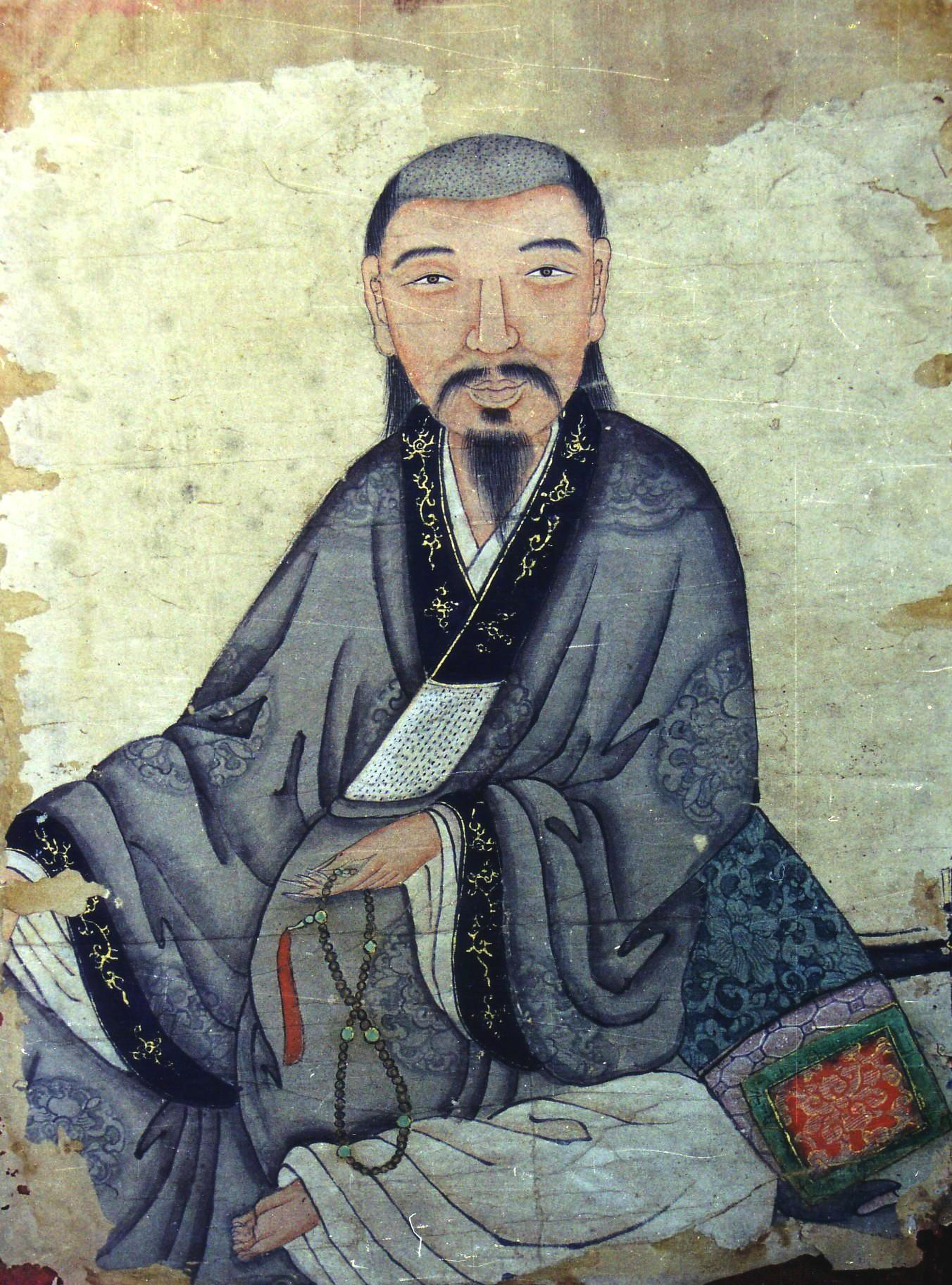
Chân dung Tôn Thất Hiệp (1653–1675) mặc áo giao lĩnh, trang phục thường được mặc bởi tất cả các tầng lớp xã hội Việt Nam trước thế kỷ 19

Trong nhiều thế kỷ, phụ nữ nông dân thường mặc yếm bên trong áo choàng hoặc áo khoác ngoài, cùng với váy. Mặt khác, giới quý tộc lại ưa chuộng áo choàng cổ chéo gọi là áo giao lĩnh. Khi nhà Minh chiếm đóng Đại Việt trong thời kỳ Bắc thuộc lần thứ tư vào năm 1407, họ buộc phụ nữ phải mặc quần kiểu Trung Quốc. Nhà Lê sau đó cũng chỉ trích phụ nữ vì vi phạm chuẩn mực trang phục Tân Nho giáo, nhưng chỉ thực thi quy tắc ăn mặc một cách tùy tiện, vì vậy váy và yếm vẫn là chuẩn mực. Trong thế kỷ 17 và 18, Việt Nam bị chia cắt thành hai miền Nam Bắc, các chúa Nguyễn cai trị miền Nam. Để phân biệt người miền Nam với người miền Bắc, vào năm 1744, Chúa Nguyễn Phúc Khoát ở Huế đã ban sắc lệnh rằng cả nam và nữ trong triều đình của mình đều phải mặc quần và áo dài có khuy ở phía trước. Các thành viên của triều đình miền Nam do đó được phân biệt với các cận thần của Chúa Trịnh ở Hà Nội, những người mặc áo giao lĩnh với váy dài.
Theo ghi chép của Lê Quý Đôn trong sách "Phủ biên tạp lục" (ghi lại hầu hết những thông tin quan trọng về kinh tế, xã hội của Đàng Trong trong gần 200 năm), áo ngũ thân (hay nói đúng hơn là tiền thân của áo dài) do chúa Nguyễn Phúc Khoát sáng tạo dựa trên trang phục thời nhà Minh của Trung Quốc, bằng cách học cách chế tạo trang phục trong sách "Tam tài đồ hội" làm chuẩn.
Áo ngũ thân có hai vạt áo may lại với nhau ở phía sau, hai vạt áo may lại với nhau ở phía trước, và một "vạt áo nhỏ" ẩn bên dưới vạt áo chính phía trước. Chiếc áo dường như có hai vạt áo với các đường xẻ ở cả hai bên, các đặc điểm được giữ nguyên trong áo dài sau này. So với áo dài hiện đại, vạt áo trước và sau rộng hơn nhiều, vừa vặn và ngắn hơn nhiều. Áo có cổ cao và được cài khuy theo cùng kiểu áo dài hiện đại. Phụ nữ có thể mặc áo với một vài khuy áo trên cùng không cài, để lộ một chút yếm bên trong.

### Áo dài tân thời

#### Áo dài Lemur (1934)
"Lemur" chính là cách dịch sang tiếng Pháp của Cát Tường, một họa sĩ tên Lemur Nguyễn Cát Tường vào thập niên ba mươi đã thực hiện một cải cách quan trọng trên chiếc áo ngũ thân để biến nó chỉ còn lại hai vạt trước và sau mà thôi. Vạt trước được họa sĩ nối dài chấm đất để tăng thêm dáng vẻ uyển chuyển trong bước đi đồng thời thân trên được may ôm sát theo những đường cong cơ thể người mặc tạo nên vẻ yêu kiều và gợi cảm rất độc đáo. Để tăng thêm vẻ nữ tính, hàng nút phía trước được dịch chuyển sang một chỗ mở áo dọc theo vai rồi chạy dọc theo một bên sườn, điểm chia hai tà áo trước - sau cũng trễ dưới eo độ 8 cm. Điều khác biệt nhất là eo áo được nhấn nhẹ. Áo này khi mặc lên hơi sát vào bụng, nên trông như ngực nở ra. Đó là nét mỹ thuật Âu Tây đầu tiên được đưa vào y phục phụ nữ Việt mà cũng vì chuyện này từng gây phản ứng mạnh một thời trong dư luận. Tuy nhiên, áo dài Le Mur có nhiều biến cải mà nhiều người thời đó cho là "lai căng" thái quá, như áo may ráp vai, ráp tay phồng, cổ bồng hoặc cổ hở. Thêm nữa áo Le Mur mặc cho đúng mốt phải với quần xa tanh trắng, đi giày cao, một tay cắp ô và quàng vai thêm chiếc bóp đầm. Lối tân thời này tuy được nhiều người yêu thích nhưng cũng đã bị một số dư luận khi đó tẩy chay và cho là "đĩ thõa" (như được phản ảnh không hề thiện cảm trong tác phẩm "Số đỏ" của Vũ Trọng Phụng).
Theo sách Áo dài Lemur và bối cảnh Phong Hóa & Ngày Nay của tác giả Phạm Thảo Nguyên (do Khai Tâm và Nhà xuất bản Hồng Đức phát hành năm 2019 và tư liệu trong cuốn sách do Nguyễn Trọng Hiền, con trai họa sĩ Lemur Nguyễn Cát Tường sưu tầm và gìn giữ) thì trên báo Phong Hóa số 90 ra ngày 23 tháng 3 năm 1934, ông Cát Tường mạnh dạn đưa ra mẫu áo dài Lemur ("Le Mur" chính là cách dịch sang tiếng Pháp của Cát Tường) đầu tiên. Theo đó, khi phát hiện chiếc áo dài mà người phụ nữ mặc, ở trong lót áo yếm làm thân hình phẳng lì quá, họa sĩ tìm tới chủ hiệu Cự Chung chuyên sản xuất áo khoác, áo bơi ở phố Hàng Bông, đề nghị dệt thêm... áo ngực để nâng ngực cho người mặc. Đến năm 1935 thì cho xuất xưởng những chiếc áo đầu tiên. Do được nội hóa, giá cả vừa phải, hợp túi tiền người mua nên từ đó, phụ nữ Việt Nam có đầy đủ "phụ tùng", hết ngại mặc chiếc áo dài Lemur tân thời duyên dáng mà sắc đẹp lại được nổi bật, sang trọng khiến các bà, các cô hãnh diện bước ra đường, tạo ra một phong trào đổi mới y phục phụ nữ quy mô sâu rộng nhất ở Việt Nam.
Cũng trong năm 1935, họa sĩ Cát Tường đã thực hiện một chuyến đi xuyên Việt để giới thiệu cho phụ nữ toàn quốc chiếc áo dài tân thời Lemur. Tại Huế, ông may mắn gặp bà Công Tằng Tôn Nữ Trinh Diêu, người từng được nhiếp ảnh gia Võ An Ninh chụp nhiều ảnh nghệ thuật, và ông được nhà Nguyễn mời thực hiện riêng một tủ áo dài tân thời Lemur cho Hoàng hậu Nam Phương. Sau này ông còn tiếp tục đi vào Nam vẽ áo dài cho nhiều nghệ sĩ cải lương, trong đó có nghệ sĩ Phùng Há.
Họa sĩ Lê Phổ cũng không có cải tiến áo dài Lemur theo cách dung hòa giữa váy phương Tây với áo ngũ thân truyền thống như nhiều lời đồn. Khi tiệm Marie khánh thành (tiệm của Lê Nghi Sương là cháu của họa sĩ Lê Phổ), họa sĩ Cát Tường có giới thiệu một thợ may giỏi cho Lê Phổ. Trong cuốn đặc san ĐẸP Mùa Nực 1934 của Cát Tường, Lê Phổ có một trang vẽ nữ trang, chứ ông không hề thiết kế áo dài. Tới cuối tháng 10 năm 1937, Lê Phổ trả người thợ may giỏi lại cho hiệu may Lemur để đi Pháp lần thứ hai, sau khi chuyện tình duyên của ông với người bạn gái bị tan vỡ thì Lê Phổ không trở về nữa mà lấy vợ và ở lại hẳn nước Pháp vẽ tranh tới khi mất. Trên Báo Phong Hóa số 115 ngày 14 tháng 9 năm 1934 có đăng một quảng cáo: "May quần áo phụ nữ lối mới và lối cũ. Có họa sĩ Lê Phổ cho kiểu". (Cho kiểu không phải là vẽ kiểu mới, mà chỉ là chọn một kiểu trong số kiểu áo Lemur có sẵn cho mỗi khách hàng. Có thể chỉnh sửa chút ít cho hợp dáng người, cũng như chọn hàng hợp với màu da khách. Như bác sĩ "cho thuốc" là cho đơn, đi mua thuốc làm sẵn).

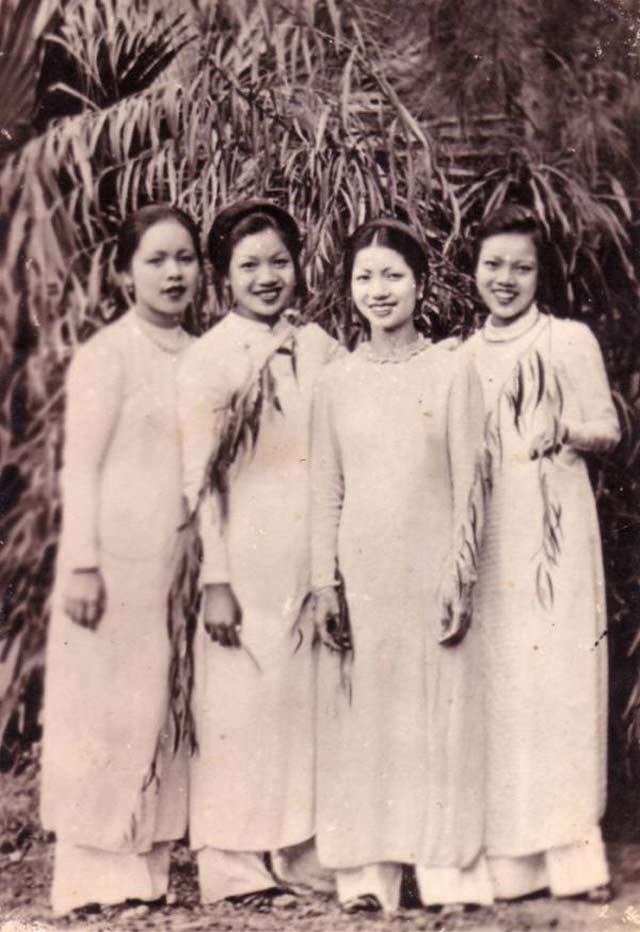
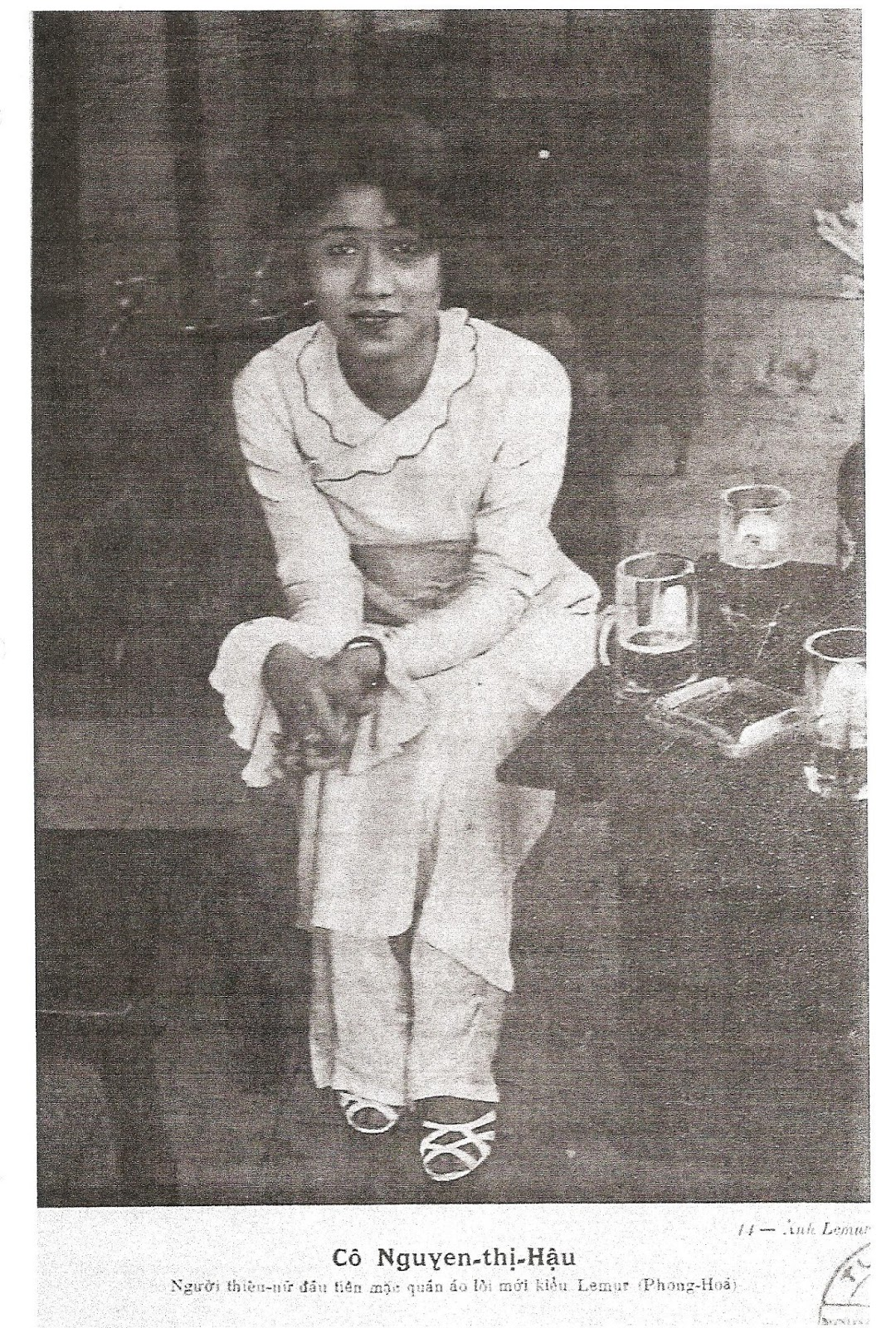
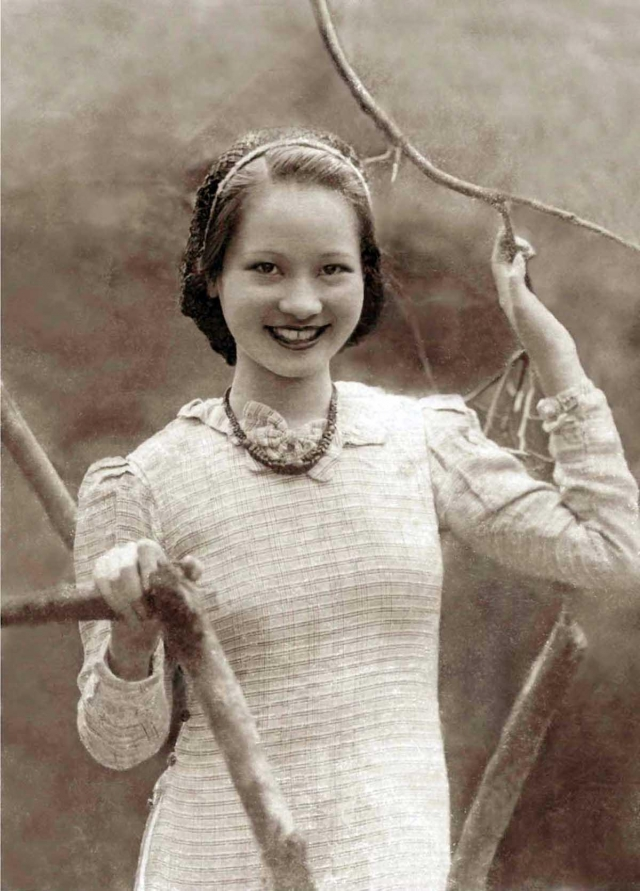

#### Đời sống mới (1945)
Năm 1947 trong bối cảnh Việt Nam Dân chủ Cộng hòa mới tuyên bố độc lập và các phong trào "diệt giặc đói, giặc dốt" đang được phát động, nhằm phát động phong trào tiết kiệm.
Ngày 20 tháng 3 năm 1947, Hồ Chí Minh với bút hiệu Tân Sinh, đã viết bài Đời sống mới: "Vận động dân bỏ thói quen mặc áo dài để thay bằng áo vắn vì mặc áo dài đi đứng, làm việc bất tiện, lượt thượt, luộm thuộm. Áo dài tốn vải, khoảng 2 cái áo dài may được 3 cái áo vắn, nếu chỉ mặc áo vắn có thể sẻn được 200 triệu đồng/năm. Áo dài không hợp với phụ nữ Việt Nam đời sống mới". Cuộc vận động này dần đã được người dân hưởng ứng và áo dài không còn là trang phục thông dụng của phụ nữ Việt Nam trong một thi gian ở miền bắc vĩ tuyến 17.
Áo dài Lê Phổ (1950)
Lúc này dáng áo dài vẫn giữ cách may nách truyền thống, cổ lập lĩnh, tay áo ôm sát, áo ba thân & hơi chít eo

#### Áo dài Trần Lệ Xuân (1958)
Cuối năm 1958 khi bà Trần Lệ Xuân còn tại vị Đệ Nhất Phu Nhân của nước Việt Nam Cộng Hòa, bà đã thiết kế ra kiểu áo dài cách tân mới bỏ đi phần cổ áo gọi là áo dài cổ thuyền, cổ hở, cổ khoét, dân gian gọi là áo dài Trần Lệ Xuân hay áo dài bà Nhu. Không chỉ lạ về mẫu áo, chiếc áo dài hở cổ còn được 'phá cách' với họa tiết trang trí trên áo: nhành trúc mọc ngược. Một số nhà phê bình phương tây cho rằng nó hợp lý với thời tiết nhiệt đới của miền nam Việt Nam. Nhưng kiểu áo này khiến những người theo cổ học lúc đó tức giận và lên án nó không hợp với thuần phong mỹ tục. Loại áo dài không có cổ này vẫn phổ biến đến ngày nay và phần cổ được khoét sâu cho tròn chứ không ngắn như bản gốc

#### Áo dài với tay Raglan (1960)
Thập niên 1960 có nhà may Dung ở Dakao, Sài Gòn đưa ra kiểu may áo dài với cách ráp tay Raglan (giác lăng). Cách ráp này đã giải quyết được vấn đề khó khăn nhất khi may áo dài: những nếp nhăn thường xuất hiện hai bên nách. Cách ráp này cải biến ở chỗ hàng nút cài được bố trí chạy từ dưới cổ xéo xuống nách, rồi kế đó chạy dọc một bên hông. Với cách ráp tay Raglan làn vải được bo sít sao theo thân hình người mặc từ dưới nách đến lườn eo, khiến chiếc áo dài ôm khít từng đường cong của thân hình người phụ nữ, tạo thêm tính thẩm mỹ theo đánh giá của một số nhà thiết kế.
Lúc này áo vẫn giữ vị trí nút áo như áo 5 thân truyền thống nhưng cổ áo bị thay thế bằng cổ Tàu.

#### Áo dài mini raglan (1971)
Áo áp dụng rộng rãi cho nữ sinh. Theo phiên bản gốc này, áo ngắn tay Raglan có tà chỉ ngắn tới bàn chân, nhưng hai ống quần ôm lòa xòa phủ kín đôi chân, quần dùng phéc-mơ-tuya để cố định. Lúc này vị trí nút áo biến đổi, tay áo loe và có thêm túi.
Áo dài tân thời hiện đại (1980)
Áo chít eo mạnh, tà áo dài đến mắt cá chân. Đây là kiểu áo phổ thông đến hiện tại.

#### Áo dài ren, hở cổ, tay lỡ (2007)
Áo dài cưới có chất liệu, kiểu dáng gần với váy cưới soiree (quần đủ các màu, kim tuyến, thêu hiện đại, phéc-mơ-tuya sau lưng, tà áo sau dài xếp ly ra sau để phù dâu cầm). Thời kỳ này, người Việt Nam gần như đã quên hình ảnh truyền thống áo ngũ thân cổ đứng, vấn khăn (hoặc cài trâm), đội nón 3 tầm, chân xỏ hài (hoặc guốc cong).

## Áo dài trong nghệ thuật

### Thơ văn
Hình ảnh phụ nữ Việt Nam với chiếc áo dài đã được nhiều nhà nghệ sĩ ghi lại, nổi bật nhất là trong thơ và nhạc. Bài thơ nổi tiếng về chiếc áo dài có thể kể là "Áo lụa Hà Đông" của Nguyên Sa, bài này được phổ nhạc thành một bài hát nổi tiếng và là cảm hứng cho một bộ phim điện ảnh cùng tên, với những câu:
Nắng Sài Gòn anh đi mà chợt mát
Bởi vì em mặc áo lụa Hà Đông...
Nhạc sĩ Phạm Duy phổ nhạc bài này cũng không quên làm nổi bật hình ảnh áo dài khi sửa thành:
Ôm nghiêng tập vở, tóc dài, tà áo vờn bay...
Áo dài cũng in đậm nét trong những vần thơ nghịch ngợm của Nguyễn Tất Nhiên:
Đài các chân ngà ai bước khẽ
Nguyện theo tà lụa cả phương Đông (Tháng giêng, chim)
đưa em về dưới mưa/ áo dài sầu hai vạt/ khi chấm bùn lưa thưa... (Em hiền như Ma-soeur)
Trong thơ Bùi Giáng, màu áo dài của ký ức được nâng lên thành huyền thoại:
Biển dâu sực tỉnh giang hà
Còn sơ nguyên mộng sau tà áo xanh
Và có lẽ trong những vần thơ rất dung dị sau đây của Huy Cận cũng có hình bóng của chiếc áo dài trắng nữ sinh:
Áo trắng đơn sơ mộng trắng trong
Hôm xưa em đến mắt như lòng
Nở bừng ánh sáng em đi đến
Gót ngọc dồn hương bước tỏa hồng (Áo trắng).
Hay vô cùng gợi cảm trong bài thơ Chiếc áo dài Việt Nam của nhà thơ Đinh Vũ Ngọc ở Quảng Nam:
Chiếc áo quê hương dáng thướt tha
Non sông gấm vóc mở đôi tà
Tà bên Đông Hải lung linh sóng
Tà phía Trường Sơn rực rỡ hoa
Vạt rộng Nam phần chao cánh gió
Vòng eo Trung bộ thắt lưng ngà
Nhịp tim Hà Nội nhô gò ngực
Hương lúa ba miền thơm thịt da.

### Âm nhạc
Chiếc áo dài cũng phảng phất hay xuất hiện nhiều trong các ca khúc Việt Nam. Trong nhạc Trịnh Công Sơn có thể nhìn thấy khá nhiều. Theo hồi ký, chính những bước chân hoàng cung của những nữ sinh áo tím Huế đã làm cho nhạc sĩ họ Trịnh viết nên bài "Diễm xưa" nổi tiếng. Hay trong bài "Hạ trắng", hình ảnh áo dài cũng chập chờn:
Gọi nắng trên vai em gầy đường xa áo bay... (Hạ trắng)
"Bé ca" của Phạm Duy viết cho con gái mới lớn, có bài "Tuổi ngọc" tả về niềm hân hoan của cô bé khi bước chân vào trung học, lần đầu khoác lên mình "một chiếc áo như mây hồng":
Xin cho em một chiếc áo dài, cho em đi mua xuân tới rồi
Mặc vào đời rồi ra, mừng lạy chào mẹ cha
Hàng lụa là thơm dáng tuổi thơ
Phạm Duy cũng không quên nhắc về chiếc áo này trong một giấc mơ hòa bình từ thập niên 1940:
Nằm mơ, mơ thấy trăm họ tốt tươi, mơ thấy bên lề cuộc đời, áo dài đùa trong nắng cười... (Quê nghèo)
Bài "Một thoáng quê hương" của Từ Huy nổi tiếng một thời với câu:
Tà áo em... bay, bay, bay, bay... trong gió nhẹ nhàng...
Dù ở đâu, Paris, Luân Đôn hay ở những miền xa. Thoáng thấy áo dài bay trên đường phố, sẽ thấy tâm hồn quê hương ở đó... em ơi...
Nhạc sĩ Sỹ Luân cũng có bài "Áo dài ơi" vui tươi:
Có chiếc áo dài tung tăng trên đường phố
Những lúc buồn vui vu vơ nào đó
Ánh mắt hồn nhiên vô tư dễ thương á hà......
...Áo dài vui áo dài hát bao nắng xuân đang về khắp nơi
Áo dài nói áo dài cười mang hạnh phúc đến cho mọi người
Áo dài vui vui áo dài hát hát bao nắng xuân đang về khắp nơi
Áo dài nói nói áo dài cười cười mang hạnh phúc đến cho mọi người
Nhạc sĩ Huỳnh Nhật Tân với bài "Cô gái Việt Nam": 
Em, cô gái kiêu sa trong tà áo dài Việt Nam
Em, duyên dáng thơ ngây trong vườn nắng đẹp bình minh
Em chân bước mượt mà, em tay trắng ngọc ngà, đẹp lộng lẫy thướt tha.
Em như đóa hoa xinh trong tà áo dài Việt Nam.
Em yêu quý quê hương, yêu tà áo dài Việt Nam...
Nhạc sĩ Trầm Tử Thiêng với ca khúc "Một đời áo mẹ áo em" kể lại lịch sử và sự gắn kết nhiều thế hệ của chiếc áo dài.
Nhạc sĩ Jo Marcel và ca khúc "Áo dài Việt Nam":
...Người Việt Nam trong chiếc áo dài
Người Việt Nam tha thướt bước về
Vẻ đẹp Việt Nam ngàn đời không phai
Cùng tha thướt bước trên đường của xứ khách
Cùng nắm tay nhau chia sẻ buồn vui
Cùng tiếp tay nhau duy trì nét đẹp
Vẻ đẹp của người Việt Nam
Gần đây, nhạc sĩ Nguyễn Đức Cường với ca khúc "Em trong mắt tôi":
Em đẹp không cần son phấn... xinh thật xinh... thật xinh... rất hiền...
Không quần jeans... giầy cao gót... em chọn riêng mình em áo dài... duyên dáng...
Giống như hoa kia bên thềm... ngát hương không khoe sắc màu... ngàn đóa hoa đang rực rỡ không sánh bằng...
Nhẹ nhàng tung bay tà áo dài... Em phụ nữ Việt...
Ánh lên bao rạng ngời người Phương Đông...
Các nhạc sĩ tiền chiến cũng hay ca ngợi áo dài như bài "Tà áo xanh" của Đoàn Chuẩn - Từ Linh. Và cảm xúc về chiếc áo dài cũng làm nên những câu hát nổi tiếng của Hoàng Trọng:
Ngàn thu mưa rơi trên áo em màu tím
Ngàn thu đau thương vương áo em màu tím
Nhuộm tím những chuỗi ngày vắng nhau
Tháng năm càng lướt mau
Biết bao giờ trông thấy nhau
(Ngàn thu áo tím)
Bài hát "Áo trắng đến trường" của nhạc sĩ Xuân Phương được phổ nhạc từ bài thơ cùng tên của nhạc sĩ Trần Hoàng Vy: 
Áo trắng em mặc đến trường
Đừng bao giờ để... ai thương lại gần
Áo trắng thì phải biết lo
Biết không cô nhỏ học trò sáng nay ?
Bài Hát "Cho tôi một vé đi tuổi thơ" có câu:
"Áo trắng ai bay khiến cho ai kia mơ màng"
Ca khúc Bốn màu áo nói việc cô gái mặc áo dài đi gặp người mình yêu của nhạc sĩ Anh Thy.

### Hội họa

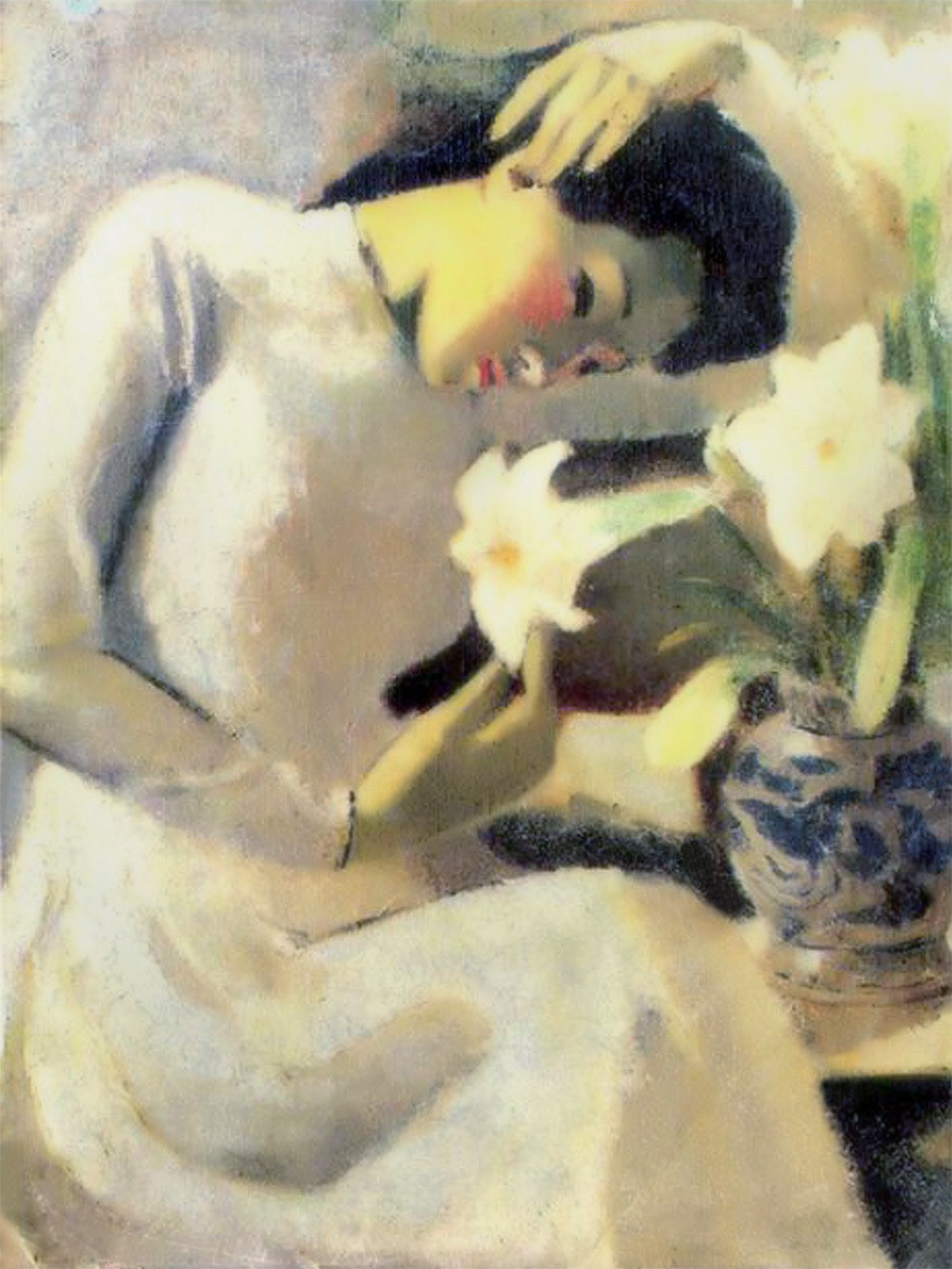
Tranh Thiếu nữ bên hoa huệ của Tô Ngọc Vân

Bức tranh "Thiếu nữ bên hoa huệ" của họa sĩ Tô Ngọc Vân sáng tác năm 1943, là một trong những tác phẩm hội họa hiện đại Việt Nam đầu tiên và nổi tiếng bậc nhất, miêu tả một cô gái mặc áo dài trắng ngồi bên một bình hoa huệ.

### Trình diễn thời trang
Đã có rất nhiều cuộc thi thiết kế và trình diễn áo dài được tổ chức tại Việt Nam cũng như ở nước ngoài.
Nhà thiết kế Minh Hạnh, người từng giữ vị trí cao nhất ở nhiều Tuần lễ thời trang Việt Nam hay các lễ hội lớn, là một trong những người đã gặt hái được nhiều thành công khi giới thiệu và quảng bá các bộ sưu tập áo dài do chính mình thiết kế tới Nhật Bản với bộ sưu tập được thiết kế trên nền vải lụa sống hai da, cổ và tay áo được xếp thành nhiều lớp áo như kimono. Gam màu chủ đạo là hồng phấn và hồng đào lấy cảm hứng từ màu hoa anh đào; tới Anh với 100 mẫu áo dài lấy ý tưởng từ các họa tiết trong trang phục của Hoàng gia Anh được kết hợp với các màu sắc trang phục dân tộc Việt; cùng nhà thiết kế Lan Hương tới Mỹ trong bộ sưu tập từ chất liệu jeans và hoa sen vừa kết hợp truyền thống và hiện đại, vừa thể hiện những giao hoa văn hóa Việt Mỹ. Bà cũng là người thiết kế bộ trang phục áo dài mới cho Vietnam Airline với những cách tân táo bạo gây nên những tranh luận đa chiều.
Đại nhạc hội Paris By Night 106 mang tên Lụa, trực tiếp thu hình trong hai ngày 1 và 2 tháng 9 năm 2012 tại Planet Hollywood Resorts and Casino, Las Vegas trình diễn bộ sưu tập áo "Dáng Lụa" được thiết kế trên công nghệ in hiện đại của nhà thiết kế Thái Tuấn, Việt Nam.
Trong các cuộc thi nhan sắc tầm cỡ thế giới như Hoa hậu Thế giới, Hoa hậu Hoàn vũ, Hoa hậu Trái đất, những người đẹp đại diện Việt Nam luôn đầu tư và chuẩn bị kỹ lưỡng cho phần thi trang phục dân tộc, và đã không hiếm lần tà áo dài đồng hành cùng chiến thắng với chủ nhân của trang phục. Bộ áo dài đen cách điệu với đuôi công kết cườm và kim sa đã giúp Mai Phương Thúy lọt top 20 thí sinh mặc trang phục dân tộc đẹp nhất cuộc thi Hoa hậu Thế giới 2006. Bộ áo dài "vũ khúc hạc" của nhà thiết kế Thuận Việt với cách thiết kế hai lớp áo theo kiểu dáng áo của Nam Phương Hoàng Hậu giúp hoa hậu Thùy Lâm lọt top 10 người đẹp trình diễn trang phục truyền thống đẹp nhất tại cuộc thi Hoa hậu Hoàn vũ 2008. Bộ áo dài lấy cảm hứng từ rồng phương Đông, với các họa tiết thổ cẩm đặc trưng của dân tộc miền núi phía Bắc Việt Nam, được hoa hậu Lưu Thị Diễm Hương lựa chọn tại cuộc thi Hoa hậu Hoàn vũ 2012 cũng lọt Top 10 trang phục dân tộc đẹp nhất do trang web nổi tiếng về các cuộc thi sắc đẹp Missosology bình chọn. Đặc biệt bộ áo dài lấy ý tưởng từ bông sen với hai màu chủ đạo là đỏ và vàng, điểm xuyết đá pha lê đậm chất hoàng gia của á hậu Trương Thị May tại cuộc thi Hoa hậu Hoàn vũ năm 2013 được Missology bình chọn đứng đầu bảng xếp hạng những bộ quốc phục đẹp nhất; và trong chính cuộc thi, bộ áo dài này cũng đứng thứ 4 trong Top 10 trang phục dân tộc đẹp nhất.

## Hình ảnh

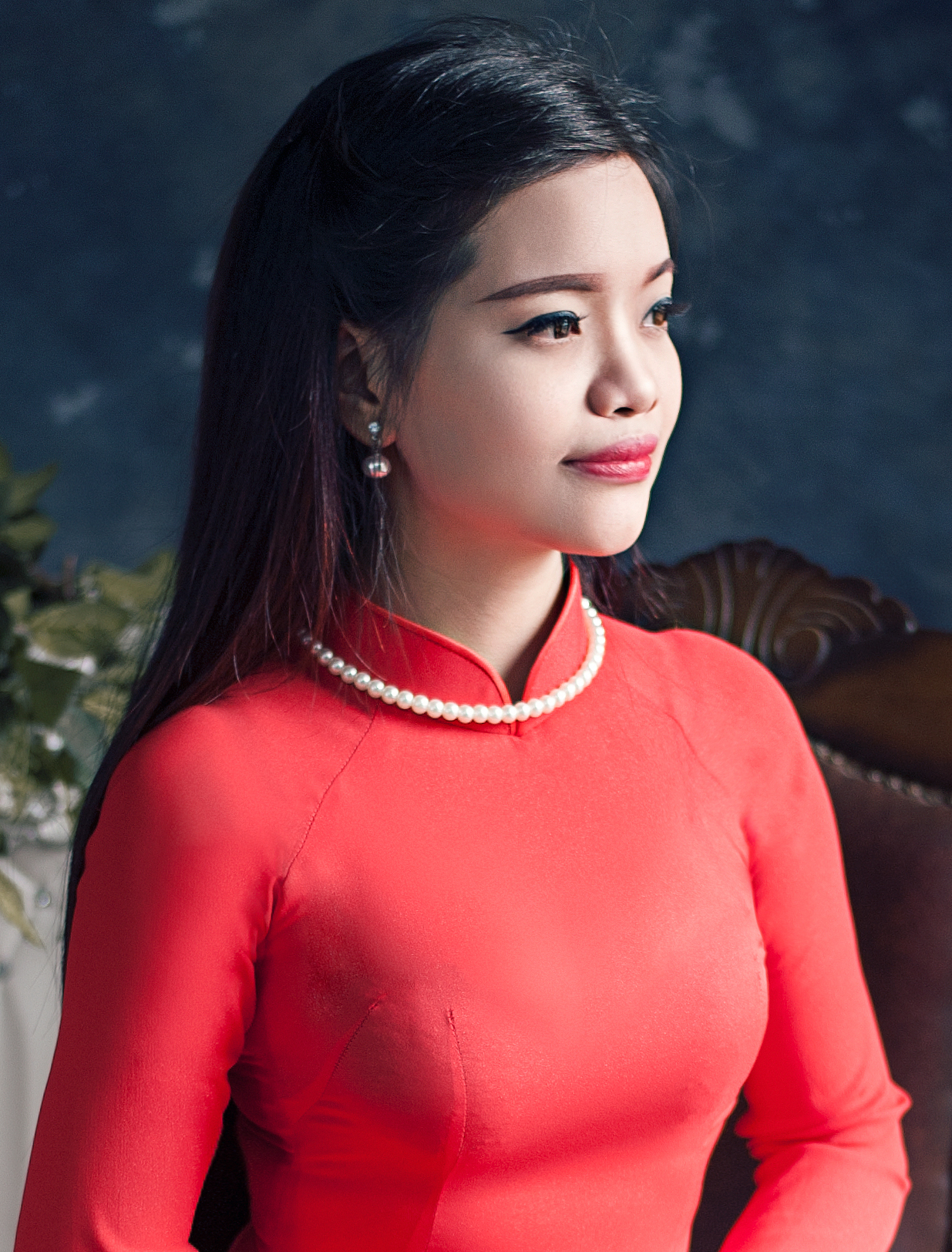
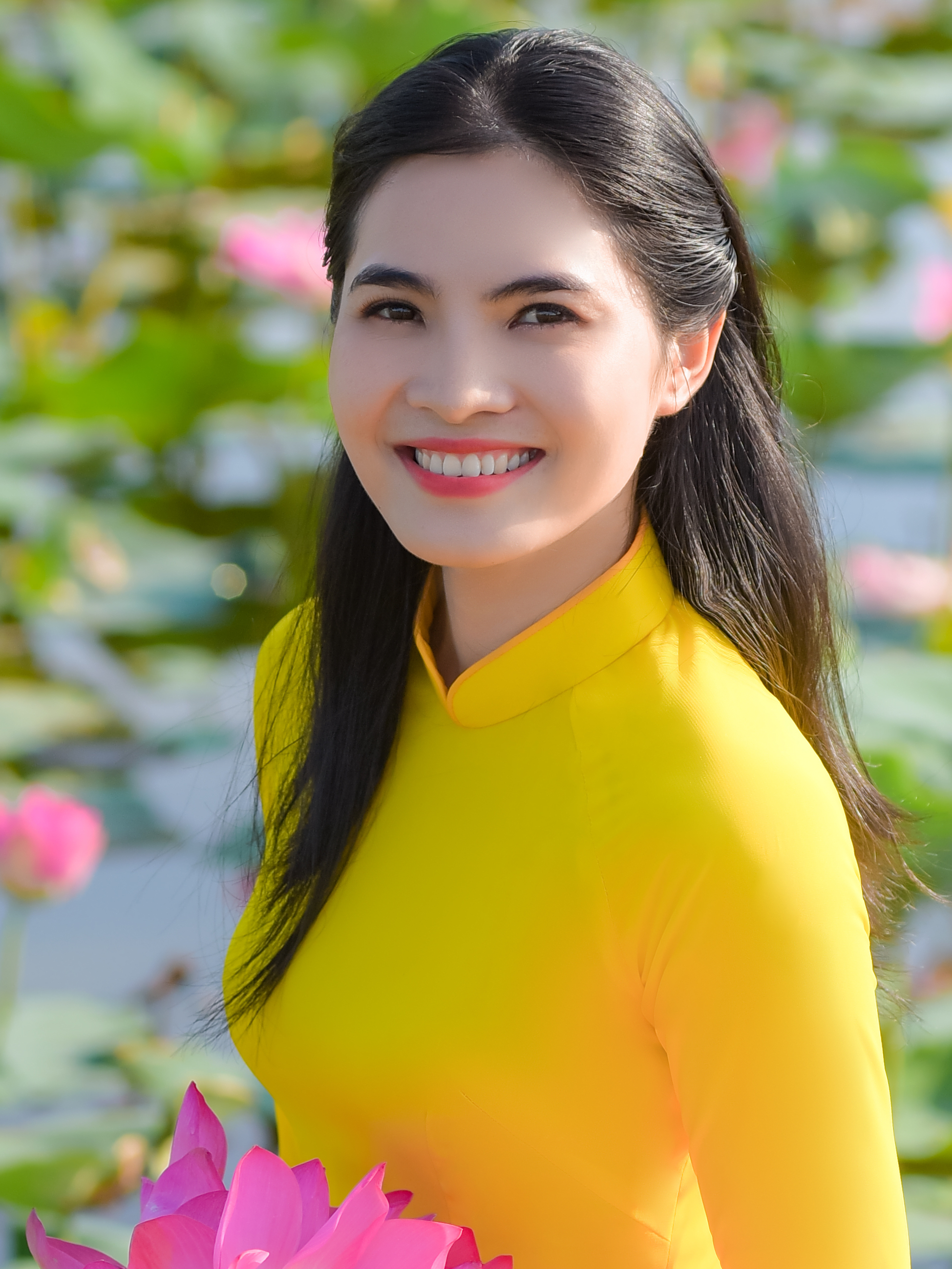
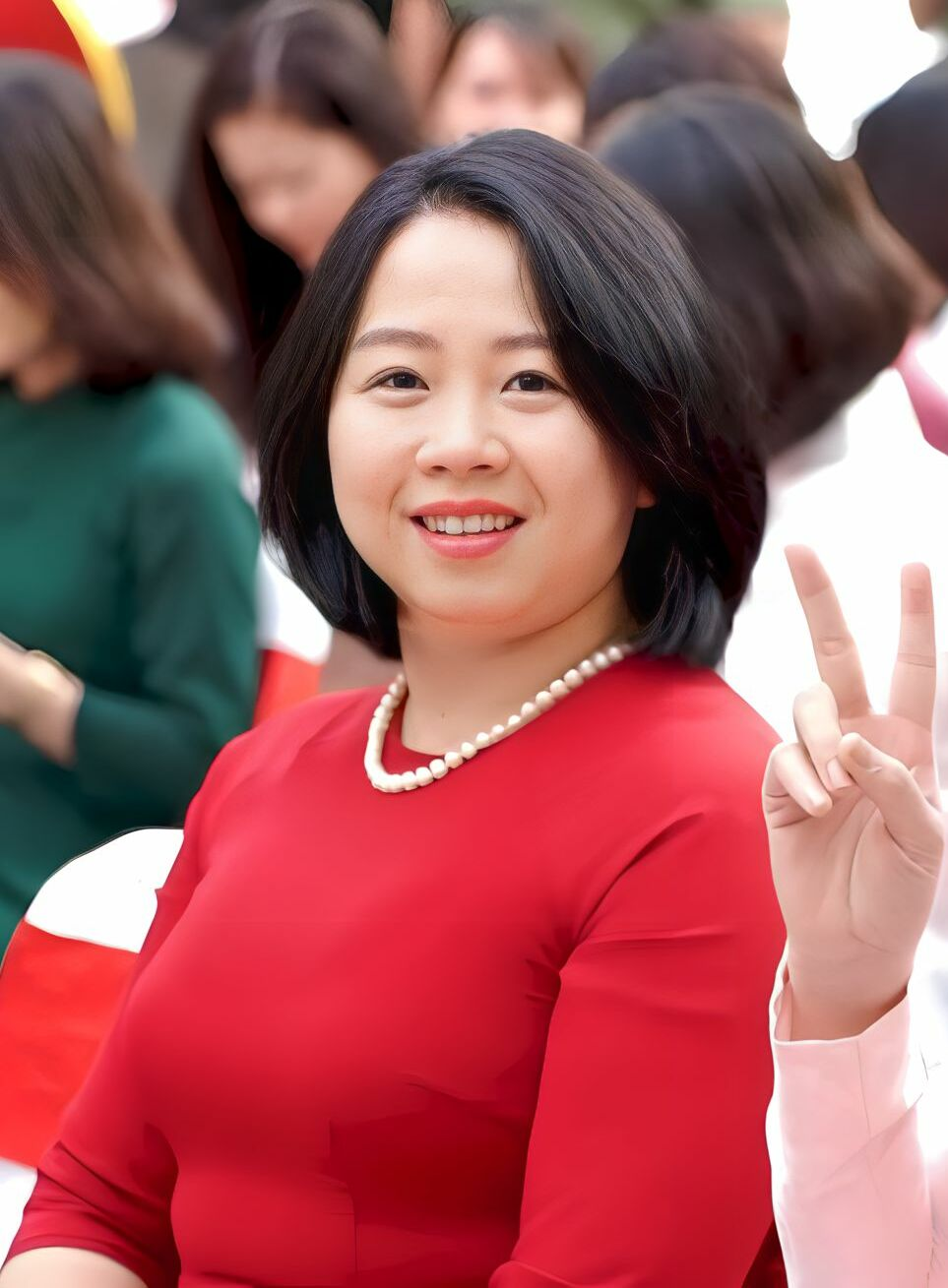
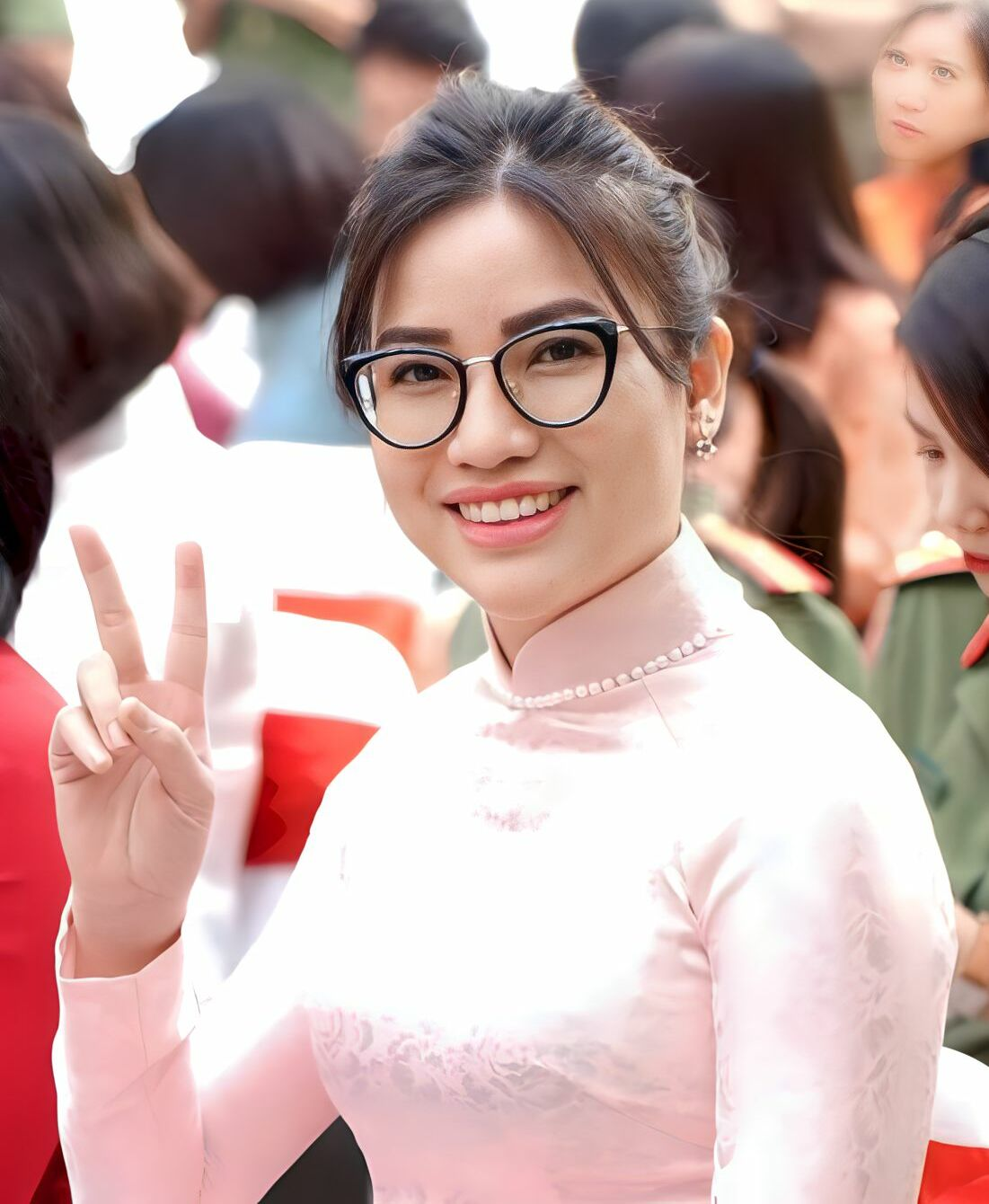
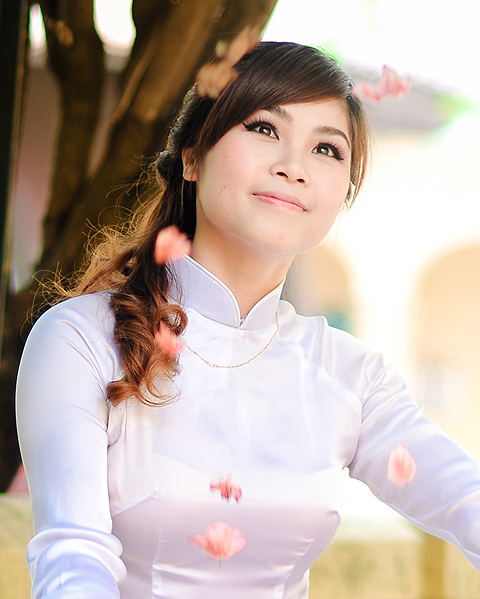
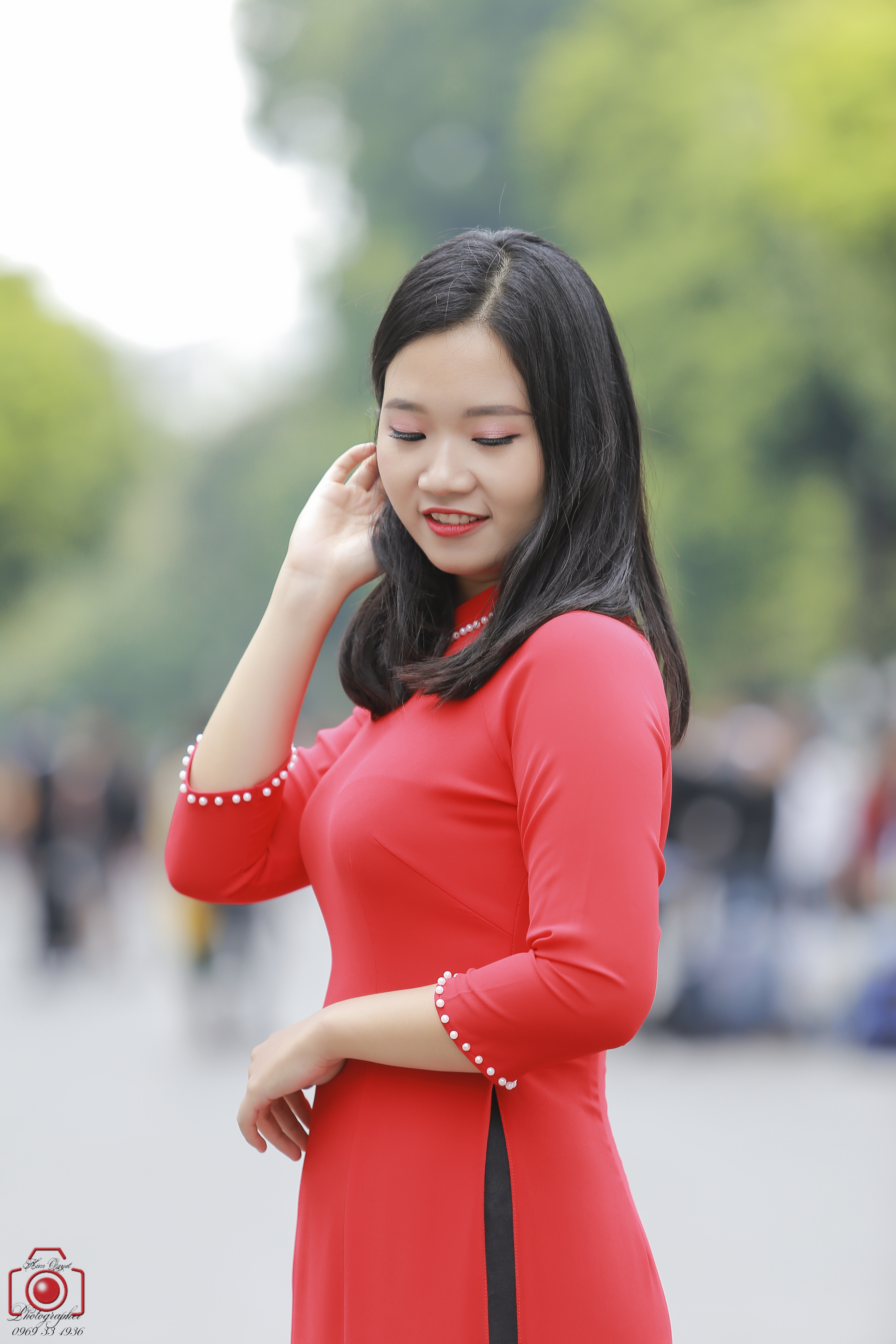
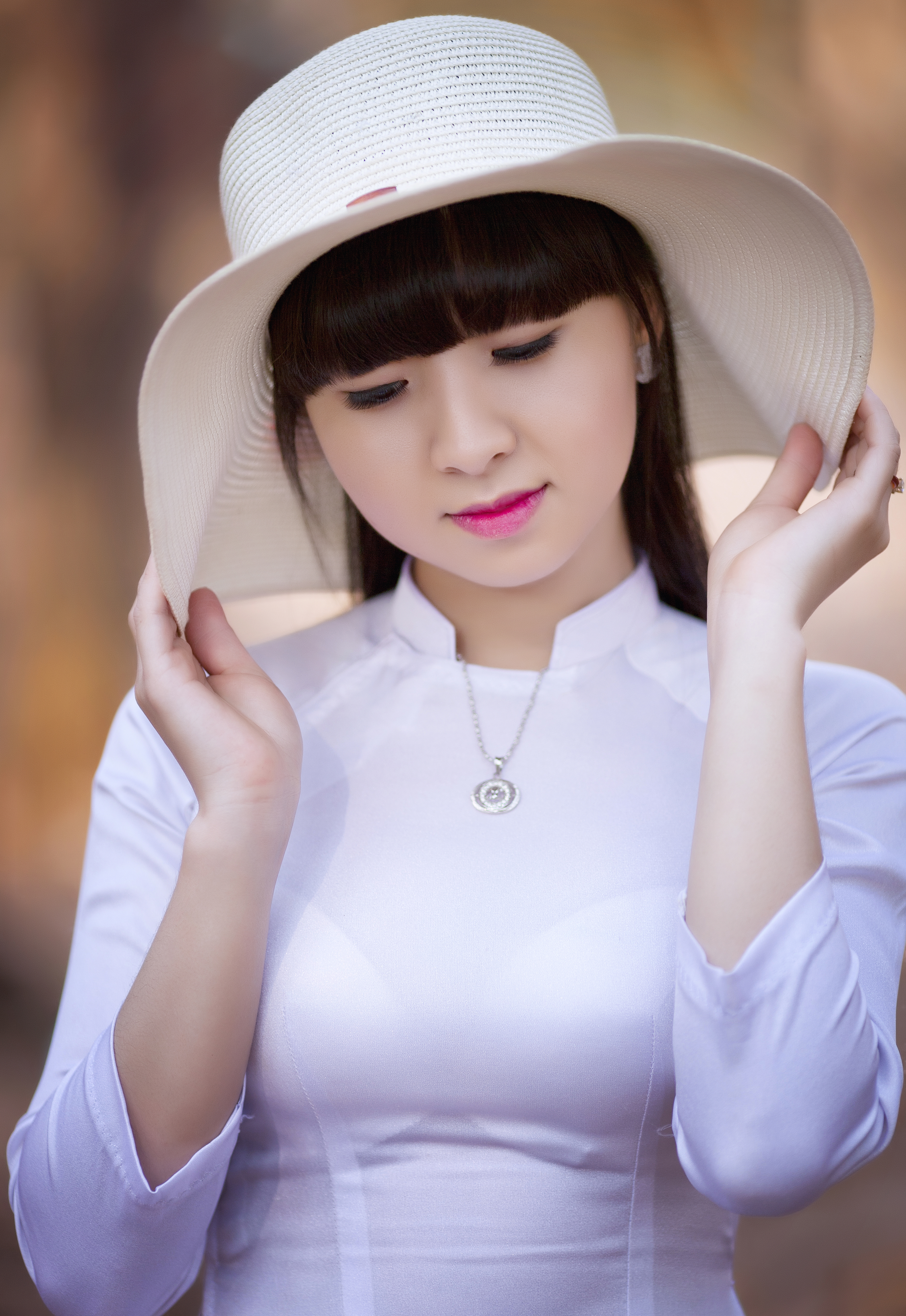
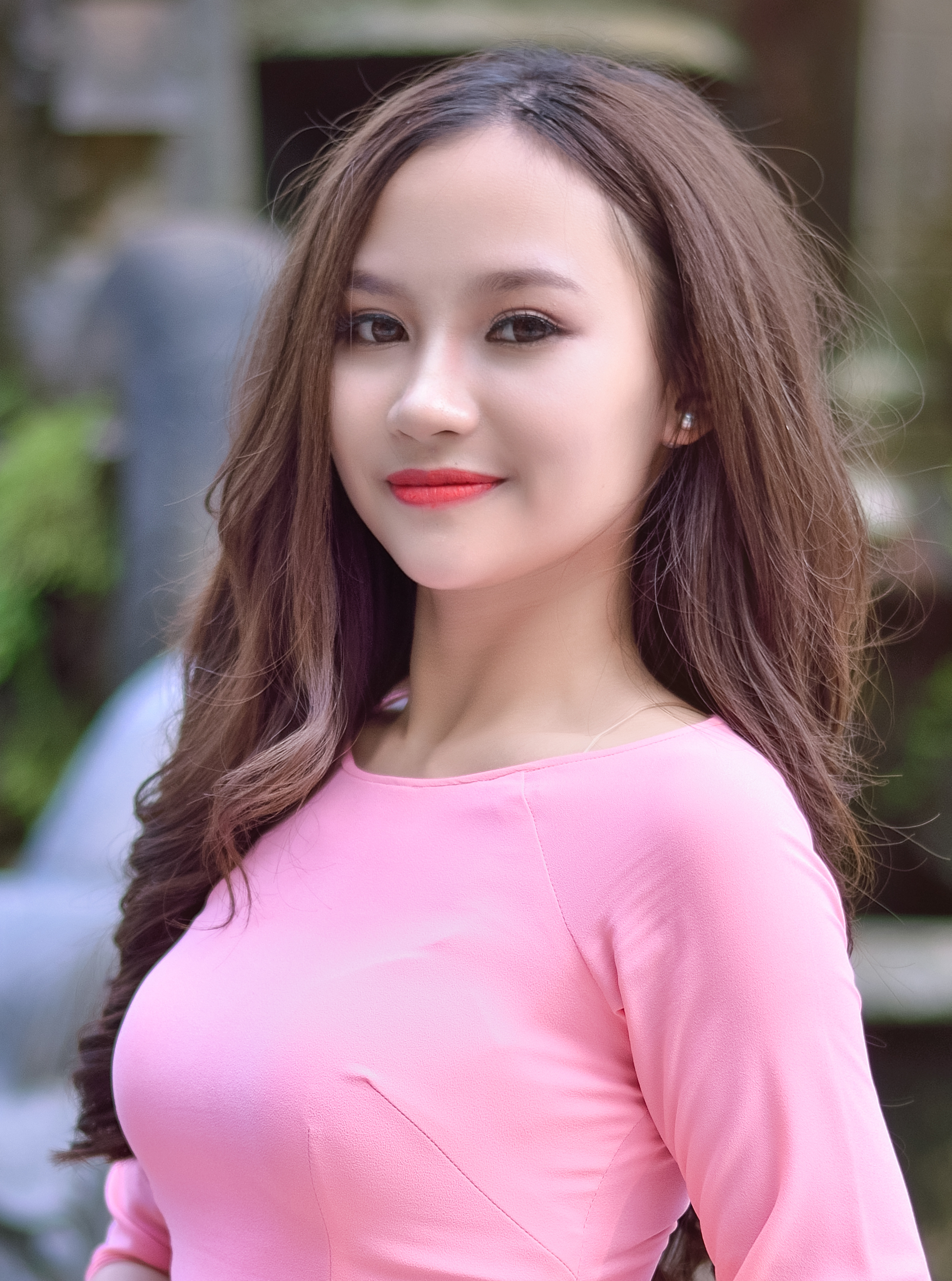
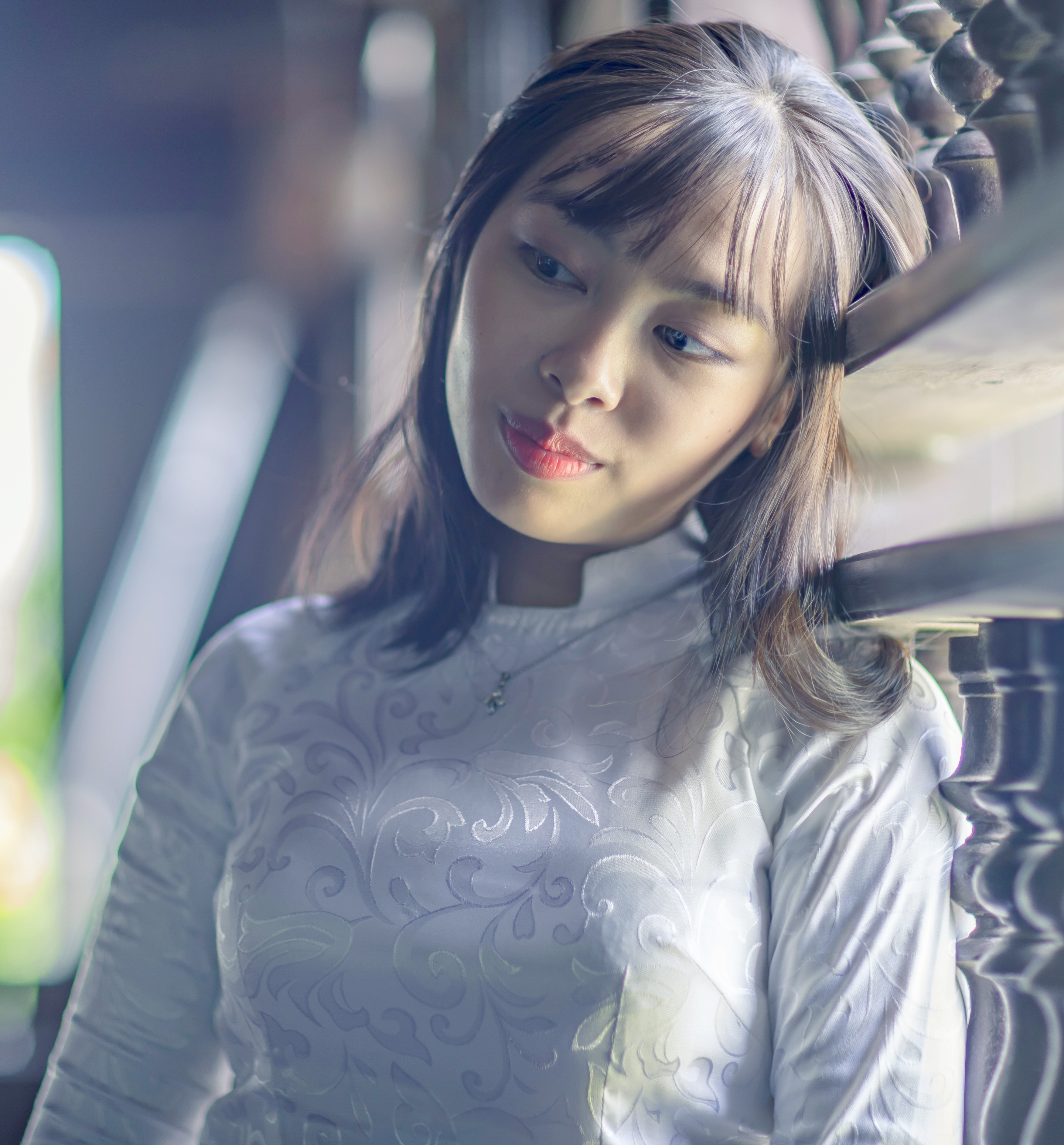
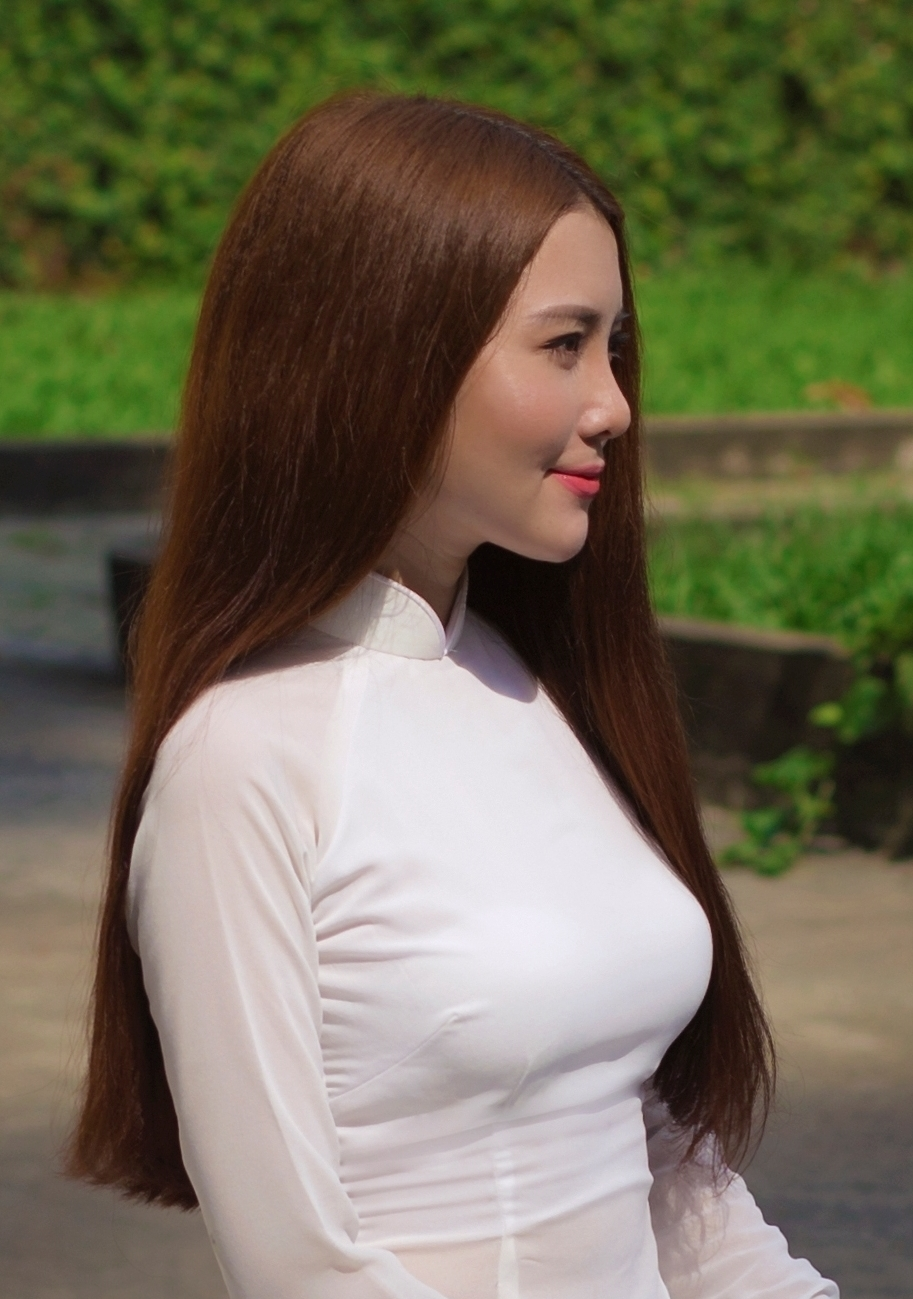
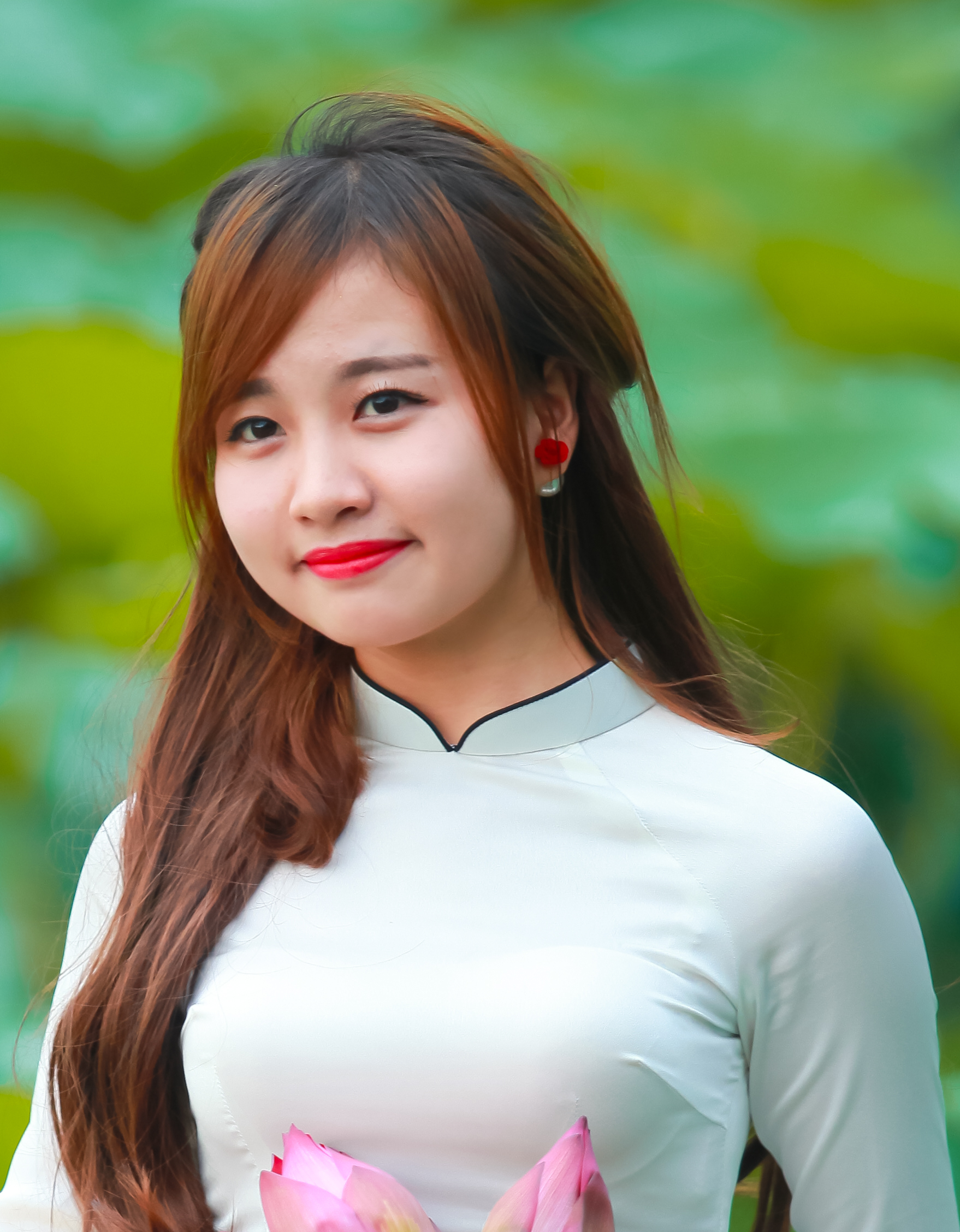
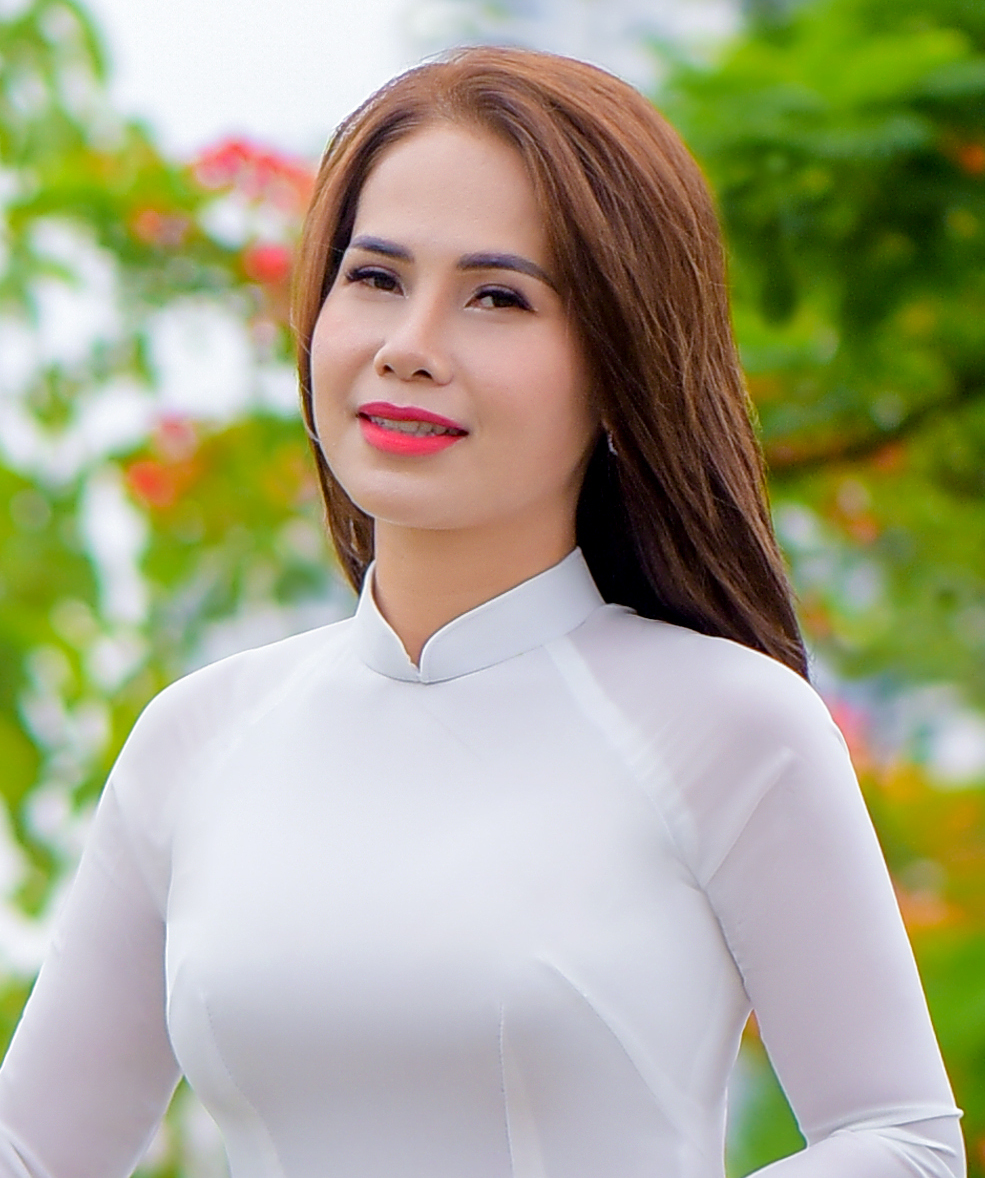
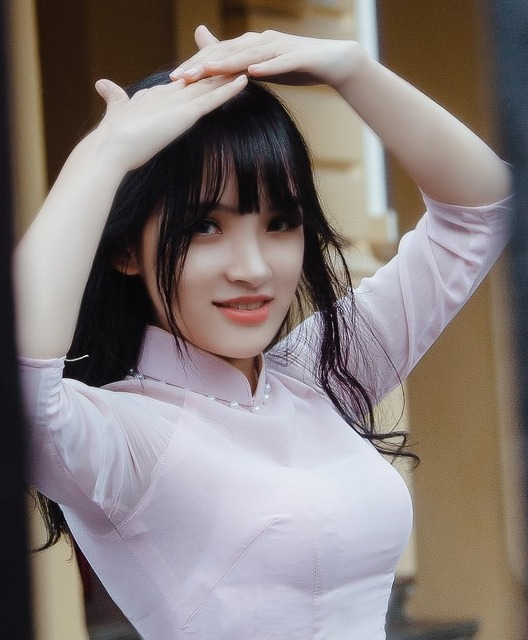
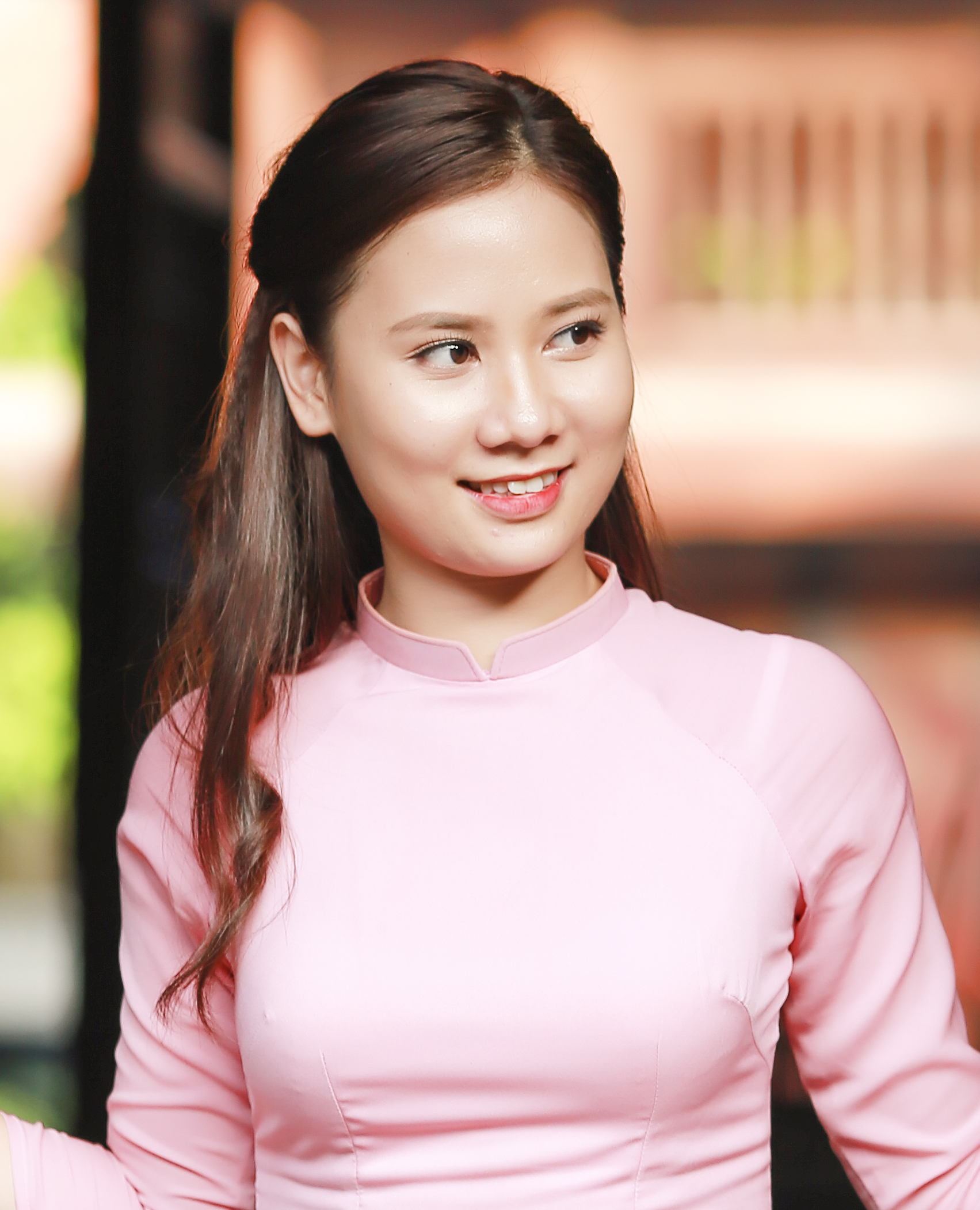
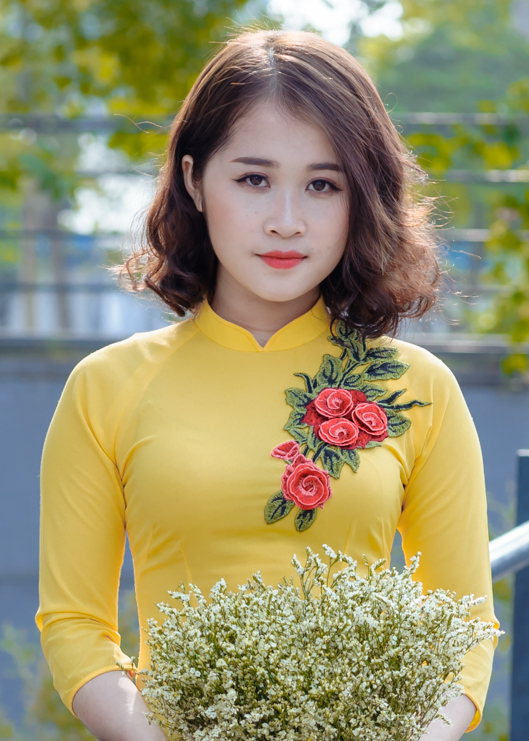